# Yoshiyuki Katō
Yoshiyuki Katō (jap. 加藤 善之 Katō Yoshiyuki; ur. 27 lipca 1964) – japoński piłkarz występujący na pozycji pomocnika.

## Kariera klubowa
Od 1984 do 1995 roku występował w klubach Verdy Kawasaki i Fukuoka Blux.